# Charadrius
Charadrius är ett släkte bland vadarna inom familjen pipare.

## Systematik
Charadrius omfattar traditionellt ett stort antal arter förekommande på alla kontinenter utom Antarktis, med trivialnamn som pipare eller strandpipare, däribland de i Sverige förkommande arterna mindre strandpipare, större strandpipare, fjällpipare och den numera utdöda arten svartbent strandpipare. Flertalet genetiska studier visar dock att detta är kraftigt parafyletiskt, där arterna i släktet inte står varandra närmast. Istället är en stor grupp strandpipare, däribland exempelvis svartbent strandpipare, närmare släkt med vipor i Vanellus och andra udda arter som snednäbb i Nya Zeeland (Anarhynchus frontalis) än med typarten för släktet större strandpipare. Även klader bland de som utgör en monofyletisk grupp är mycket gamla, varför Charadrius delats in i flera, mindre släkten. I begränsad mening omfattar det idag endast följande fyra arter, de flesta förekommande i Amerika:
- Skrikstrandpipare (C. vociferus)
- Större strandpipare (C. hiaticula)
- Flikstrandpipare (C. semipalmatus)
- Flöjtstrandpipare (C. melodus)

Följande arter har tidigare inkluderats i Charadrius:
- Släkte Zonibyx
  - Rostbröstad pipare (Z. modestus)
- Släkte Eudromias
  - Fjällpipare (E. morinellus)
- Släkte Thinornis
  - Savannstrandpipare (T. forbesi)
  - Trebandad strandpipare (T. tricollaris)
  - Flodstrandpipare (T. placidus)
  - Mindre strandpipare (T. dubius)
- Släkte Anarhynchus
  - Kaspisk pipare (A. asiaticus)
  - Orientpipare (A. veredus)
  - Tibetpipare (A. atrifrons)
  - Kamtjatkapipare (A. mongolus)
  - Ökenpipare (A. leschenaultii)
  - Tvåbandad strandpipare (A. bicinctus)
  - Maoripipare (A. obscurus)
  - Tjocknäbbad strandpipare (A. wilsonia)
  - Svartkronad strandpipare (A. collaris)
  - Präriepipare (A. montanus)
  - Patagonienpipare (A. falklandicus)
  - Punastrandpipare (A. alticola)
  - Madagaskarpipare (A. thoracicus)
  - Herdepipare (A. pecuarius)
  - Sankthelenapipare (A. sanctaehelenae)
  - Rödhuvad strandpipare (A. ruficapillus)
  - Snöstrandpipare (A. nivosus)
  - Sodasjöpipare (A. pallidus)
  - Malajstrandpipare (A. peronii)
  - Vitpannad strandpipare (A. marginatus)
  - Javastrandpipare (A. javanicus)
  - Sandstrandpipare (A. dealbatus)
  - Svartbent strandpipare (A. alexandrinus)

## Ekologi
Piparna födosöker med hjälp av synen och inte känseln i motsats till mer långnäbbade vadare. Deras föda är insekter, maskar och andra ryggradslösa djur som återfinns inom arternas respektive habitat. De fångar bytet genom snabba ruscher snarare än genom det ständiga grävande som utmärker många andra grupper av vadare.

## Namn
Det vetenskapliga namnet Charadrius härrör från gammalgrekiskans kharadrios (χαραδριός), en fågel som sades förekomma i floddalar (från kharadra, som betyder "ravin"). En grekisk legend sade att man kunde bli botad från gulsot om man tittade in i fågelns besynnerliga gula ögon. Vilken art det gällde var omdiskuterat. Bland annat ansågs det vara tjockfoten men den gula orbitalringen hos flera arter av strandpipare har gjort att även de har kopplats till legenden. Ett äldre svenskt trivialnamn för "strandpipare" är strandrulling.